# Volver a verte
Volver a verte es un cortometraje español de 2008, dirigido por Martín Crespo, de temática lésbica, que ha recibido varios premios y ha sido seleccionado para participar de numerosos festivales. Toca el tema de la desigualdad de la mujer y la violencia de género, pero también se centra en los problemas que enfrentan dos chicas para llevar adelante su amor.

## Sinopsis
Narra la historia de amor entre dos mujeres, dos amigas, que se conocen desde pequeñas. Con 20 años, Rocío decide marchar a la ciudad, a una nueva vida. Trata de convencer a su novia Laura de lo importante que sería para ambas salir del pueblo, pero ella se queda, haciendo de su vida lo que los demás quieren. Diez años más tarde, Rocío y Laura se volverán a encontrar e intentarán comenzar de nuevo su historia de amor, solo que esta vez todo será más complicado que cuando eran adolescentes.

## Premios
- Mejor trabajo andaluz en el 4.º Festival Internacional de Cine Lésbico y Gai de Andalucía, 21-30 de noviembre de 2008.[3]
- La Pecca de Plata en el 2.º Pequeño Certamen de Cine de Ambiente de Sevilla, 2008.[1]
- II Premio en el 2.º Certamen de Cortometrajes de la Mancomunidad de Municipios de la Costa del Sol-Axarquía, 2009.[4]
- Mejor Cortometraje Largo en el Festival Internacional de Cine de Marbella, 2009.[5]